# Lijst van beschermd erfgoed in Celles
Onderstaande tabel geeft een overzicht van de beschermde erfgoederen in de gemeente Celles. Het beschermd erfgoed maakt deel uit van het cultureel erfgoed in België.
| Object                                           | Bouwjaar/architect | Deelgemeente | Adres                       | Coördinaten                   | Nummer?                | Afbeelding                                       |
| ------------------------------------------------ | ------------------ | ------------ | --------------------------- | ----------------------------- | ---------------------- | ------------------------------------------------ |
| Parochiekerk Sint-Christoffel (M)                | 1512               | Celles       | Rue de l'Église             | 50° 42' 43" NB, 3° 27' 26" OL | 57018-CLT-0001-01 Info | Parochiekerk Sint-Christoffel (M)                |
| Schandpaal van de heerlijkheid la Haye (M)       |                    | Escanaffles  | nabij Route Provinciale 136 | 50° 43' 20" NB, 3° 27' 9" OL  | 57018-CLT-0002-01 Info |                                                  |
| De Sint-Martinuskerk (M)                         |                    | Escanaffles  | Place d'Escanaffles         | 50° 45' 22" NB, 3° 26' 52" OL | 57018-CLT-0003-01 Info | De Sint-Martinuskerk (M)                         |
| Parochiekerk Sint-Antonius Kluizenaar: toren (M) |                    | Pottes       | Rue du Monument 2           | 50° 43' 58" NB, 3° 24' 17" OL | 57018-CLT-0005-01 Info | Parochiekerk Sint-Antonius Kluizenaar: toren (M) |
| Kasteelhoeve (M) het gebouw met omgeving (S)     |                    | Pottes       | Place de Pottes 3           | 50° 43' 55" NB, 3° 24' 11" OL | 57018-CLT-0006-01 Info | Kasteelhoeve (M) het gebouw met omgeving (S)     |